# Fußballjahr 1986
◄ | 1982 | 1983 | 1984 | 1985 | Fußballjahr 1986 | 1987 | 1988 | 1989

Weitere Sportereignisse

Logo Fußball-Weltmeisterschaft 1986

Das wichtigste Ereignis im Fußballjahr 1986 war die Weltmeisterschaft in Mexiko vom 31. Mai bis zum 29. Juni.

## International

### Nationalmannschaften
- An der Endrunde der dreizehnten Fußball-Weltmeisterschaft nahmen 24 Nationalmannschaften teil. Im Unterschied zu WM vier Jahre zuvor entfiel die Zwischenrunde. Nach der Vorrunden-Gruppenphase folgten Achtel-, Viertel- und Halbfinale im K.-o.-System. Weltmeister wurde Argentinien, die bundesdeutsche Mannschaft unterlag wie schon 1982 im Finale.

Finale:  Argentinien –  BR Deutschland 3:2
Spiel um Platz 3:  Belgien –  Frankreich 2:4 n. V.
- Fußball-Afrikameisterschaft 1986 in Ägypten:  Ägypten –  Kamerun 0:0 n. V., 5:4 i. E.

### Vereine
- Europapokal der Landesmeister 1985/86:  Steaua Bukarest, Finale 0:0 n. V., 2:0 i. E. gegen FC Barcelona
- Europapokal der Pokalsieger 1985/86:  Dynamo Kiew, 3:0 gegen Atlético Madrid
- UEFA-Pokal 1985/86:  Real Madrid, Finalspiele 5:1 und 0:2 gegen 1. FC Köln

- Copa Libertadores 1986:  CA River Plate, Finalspiele 2:1 und 1:0 gegen América de Cali

### Fußballer des Jahres
- Ballon d’Or 1986:  Ihor Bjelanow
- Südamerikas Fußballer des Jahres:  Diego Maradona und  Antonio Alzamendi
- Afrikas Fußballer des Jahres:  Badou Zaki

## National

### Belgien
- Belgische Meisterschaft: Meister RSC Anderlecht

### Brasilien
- Brasilianische Meisterschaft: Meister FC São Paulo

### England
- Englische Meisterschaft: Meister FC Liverpool
- FA Cup 1985/86: Sieger FC Liverpool

### Jugoslawien
- Jugoslawische Meisterschaft: Meister FK Partizan Belgrad

Der Titel wurde Partizan erst 1987 zugesprochen, am Europacup der Landesmeister nahm FK Roter Stern Belgrad teil.

### Liechtenstein
- Liechtensteiner Cup 1985/86: Cupsieger FC Vaduz

### Niederlande
- Niederländische Meisterschaft: Meister PSV Eindhoven

### Österreich
- Österreichische Fußballmeisterschaft 1985/86: Meister FK Austria Wien
- Österreichischer Fußball-Cup 1985/86: Sieger FK Austria Wien

### Schottland
- Schottische Meisterschaft: Meister Celtic Glasgow

### Schweiz
- Schweizer Fussballmeisterschaft 1985/86: Meister BSC Young Boys

### Uruguay
- Uruguayische Fußballmeisterschaft: Meister Club Atlético Peñarol

## Frauenfußball
- Fußball-Asienmeisterschaft der Frauen 1986: Meister  Volksrepublik China